# دوازده سرسخت: جنگ اقیانوس آرام
دوازده سرخت: جنگ اقیانوس آرام نسخه فارسی (Deadly Dozen: Pacific Theater) یک بازی ویدیویی تیرانداز اول شخص مبتنی بر داستان‌های جنگ جهانی دوم می‌باشد که توسط nFusion Interactive توسعه و توسط Infogrames در سال ۲۰۰۲ منتشر شد. این گیم ادامه نسخه قبلی خود یعنی Deadly Dozen می‌باشد. در ایران این بازی به نام ۱۲ کوماندو معروف شد و طرفدارانه زیادی پیدا کرد.

## گیم پلی
در این سبک این گیم دارای مناطق وسعیی از فضای باز است همچنین شما می‌توانید از وسایل نقلیه موجود نیز استفاده کنید.
بازی ۱۲ کماندو از نظر منتقدان نظرات مثبتی را دریافت کرد. وب سایت Metacritic از ۱۰۰ نمره ۷۸ را به این گیم داد.